# Bibliothèque de la Sorbonne
Bibliothèque de la Sorbonne (oficial, „Bibliothèque interuniversitaire de la Sorbonne”; traducere, „Biblioteca Interuniversitară Sorbona”) este o bibliotecă interuniversitară din Paris, Franța. Este situat în clădirea Sorbona. Este o instituție medievală a Sorbonei, care a evoluat de-a lungul secolelor ca parte a Universității din Paris. Este o bibliotecă comună a Universității Panthéon-Sorbonne, Universitatea Paris 3 Sorbonne-Nouvelle, Universitatea Sorbona, Universitatea Paris Descartes și Universitatea Paris Diderot. Este administrat de Universitatea Panthéon-Sorbonne conform unui acord de guvernare semnat între aceste universități în 2000.
Biblioteca Sorbonne este situată la 47, rue des Écoles din Cartierul Latin din arondismentul 5. Biblioteca Institutului de Geografie [fr], situată la 191 rue Saint-Jacques, este atașată.

## Legături externe
- Official website